# サキグロコウシツブ

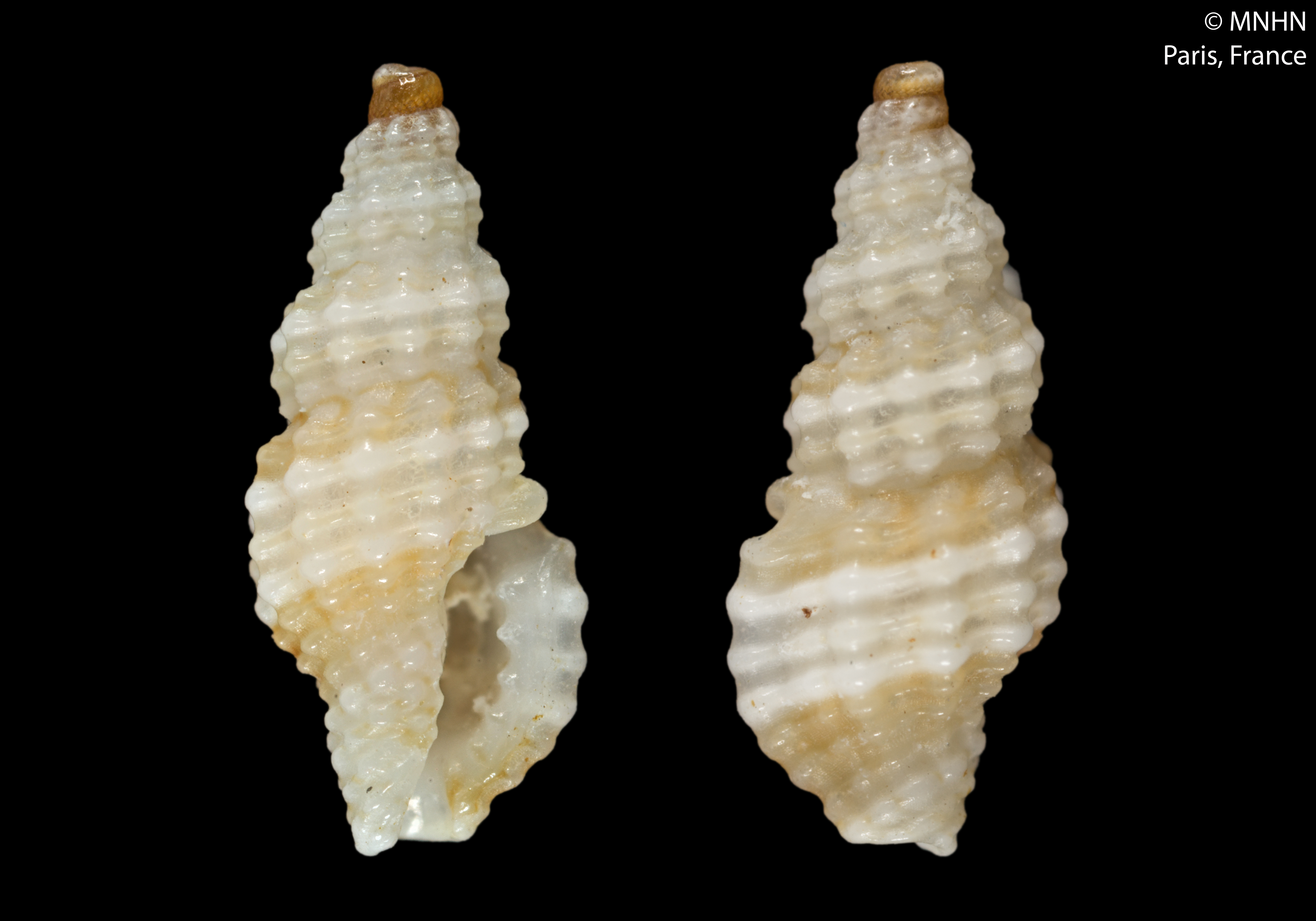
シンタイプの1つ（フランス国立自然史博物館・登録番号：MNHN-IM-2000-3097）。やや摩滅した打ち上げ死殻のため光沢がある。

サキグロコウシツブ（先黒格子小螺）、学名 Kermia melanoxytum は、フデシャジク科に分類される殻長4～6mm前後の海産の巻貝の1種。インド西太平洋の暖流域に生息する。別名にシロスジアラボリクチキレツブ、サキグロアラボリツブなど。

## 分布
インド太平洋
- 日本（紀伊半島南部以南）[2]、ハワイ、ニューカレドニアを含む西太平洋。
- 南アフリカ（東ケープ州）までのインド洋[3]。

タイプ産地はニューカレドニアのリフー島。

## 形態
殻長は4～6mm前後。螺塔が高い紡錘形で、縫合は明瞭にくびれ、水管溝の付け根もややくびれる。
原殻は約3.5層で、最初の約1層は細い螺条が多数あり、その後は強く明瞭な斜めの格子彫刻がある。原殻は全体に濃褐色（こげ茶色）で、色の薄い後成殻とのコントラストが際立って黒っぽく見える。種小名や和名はこのことに由来する。
後成殻は、最初から非常に強い螺肋とうね状の縦肋があり、両者の交点は低い横長の顆粒状となる。これら肉眼的な彫刻とは別に微細な粉粒状の彫刻が全体にあり、特に肋間で明瞭でやや螺条に並ぶ。この粉粒状彫刻のために生貝や新鮮な死殻には光沢がないが、打ち上げられたものでは摩滅して光沢が見られることがある。
螺塔部では上半が褐色がかり下半が淡色の染め分け、もしくは中央の肋が白色でその上下が黄褐色になる。体層（最終層）では縫合下と殻底のくびれ部分が淡褐色～褐色で、周縁の3螺肋と水管溝は色が淡くなるが、周縁の3螺肋のうち一番上の螺肋は他よりも白味が強くなることがあり、逆に中央の螺肋は褐色がかかることもある。
殻口は縦長で狭く、成貝の外唇は外側が膨らみ、外唇内側には丸みを帯びた小さい歯状突起が6個ほどある。殻口上部には縫合に沿って明瞭な肛湾入があり、正面から見ると狭い溝状に見える
。

## 生態
日本では海岸に打ち上げられた死殻が得られ、フィリピンでは水深50～100mに生息するとされ、南アフリカでは水深9～62mまでの砂底や砂礫底などから記録されているが、詳しい生態は不明である。

## 分類
- 原記載名：Glyphostoma melanoxytum Hervier, 1896 [1], Journal de Conchyliologie 43 (3): p.150.
- タイプ産地：「Inusula Lifou」（リフー島）
- タイプ標本：原記載には、標本は10個あって殻長は5-6mm、最大殻幅は2mmとある。Kilburn (2009) [3] によれば、これら10個のシンタイプは元は原記載者であるエルヴィエ（Hervier） が所属したフランス・リヨンの Société de Marie （メアリー協会）にあったが、現在はそのシンタイプのうちの3個と思われる標本がフランス国立自然史博物館にあるという。そしてそのうちの1個は Fischer-Piette によって「Type」と書かれたラベルが付されており、4.6 x 2.0mm の大きさでプロトコンクの先端が欠けているという。これに相当すると思われる殻頂が欠けた標本は、同博物館によってウェブ公開されているが、大きさは 4.9mmとなっている[5]。この他にシンタイプの一部の可能性がある標本がシドニーのオーストラリア博物館にもある（標本番号 C.7019）[3]。

- 異名
  - Glyphostoma melanoxytum Hervier, 1896
  - Mangilia (Glyphostoma) melanoxyta Hervier; Melvill & Standen, 1897, p.401 [6].

Hervierは新種記載の際に本種を分類した Glyphostoma 属が中性であったため、種小名も中性形にしている。Melvill & Standen (1897）は属を Mangilia 属に変更した際、それに合わせて種小名の語尾を女性形に変えて melanoxyta とした。現在WoRMSなどでは Kermia 属に分類されるが、語尾は中性形にされている。